# To The Abandoned Sacred Beasts
To The Abandoned Sacred Beasts (jap. かつて神だった獣たちへ, Katsute Kami Datta Kemono-tachi e, dt. „An die Bestien die einst Götter waren“) ist eine Mangaserie vom Zeichner-Duo Maybe, die von 2014 bis 2023 in Japan erschien. Das Werk ist in die Genres Fantasy, Action und Shōnen einzuordnen.

## Handlung
Im Krieg der Südstaaten gegen die Nordstaaten setzten die Menschen auf Krieger, denen durch dunkle Magie übernatürliche Fähigkeiten verliehen wurden. Der Einsatz dieser sogenannten „falschen Götter“ führte bald zum Ende des Krieges und die Soldaten wurden von den Menschen dafür verehrt, dass sie ihnen den Frieden brachten. Doch nach einiger Zeit wurden ihre Taten vergessen und die falschen Götter von ihren Kräften überwältigt und zu Monstern, die die Menschen heimsuchen.
Nancy Charl Bancroft ist die Tochter eines der Monster, ihr Vater wurde vom Bestienjäger umgebracht. Nun macht sich Charl auf die Suche nach dem Bestienjäger, um ihren Vater zu rächen. Als sie ihn endlich findet, ist dieser jedoch viel zu stark für sie. Außerdem erfährt sie, dass der Jäger, Hank, früher selbst der Kommandant der Soldaten war, die nun Bestien geworden sind. Daher zieht er jetzt durch das Land, um seine früheren Kameraden zu töten. Charl beschließt, ihn zu begleiten und dabei mehr über die Monster zu erfahren.

## Veröffentlichung
Die Serie erschien zwischen Juni 2014 und Juni 2023 im Magazin Bessatsu Shōnen Magazine des Verlags Kōdansha in Japan. Die Kapitel werden auch in insgesamt 14 Sammelbänden herausgebracht. Der fünfte Band verkaufte sich in den ersten zwei Wochen nach Erscheinen über 44.000 Mal.
Eine deutsche Übersetzung erschien zwischen April 2017 und Januar 2024 komplett in einer Übersetzung von Yuko Keller bei Carlsen Manga. Eine englische Fassung wird von Vertical herausgegeben.